# William Michael Harnett

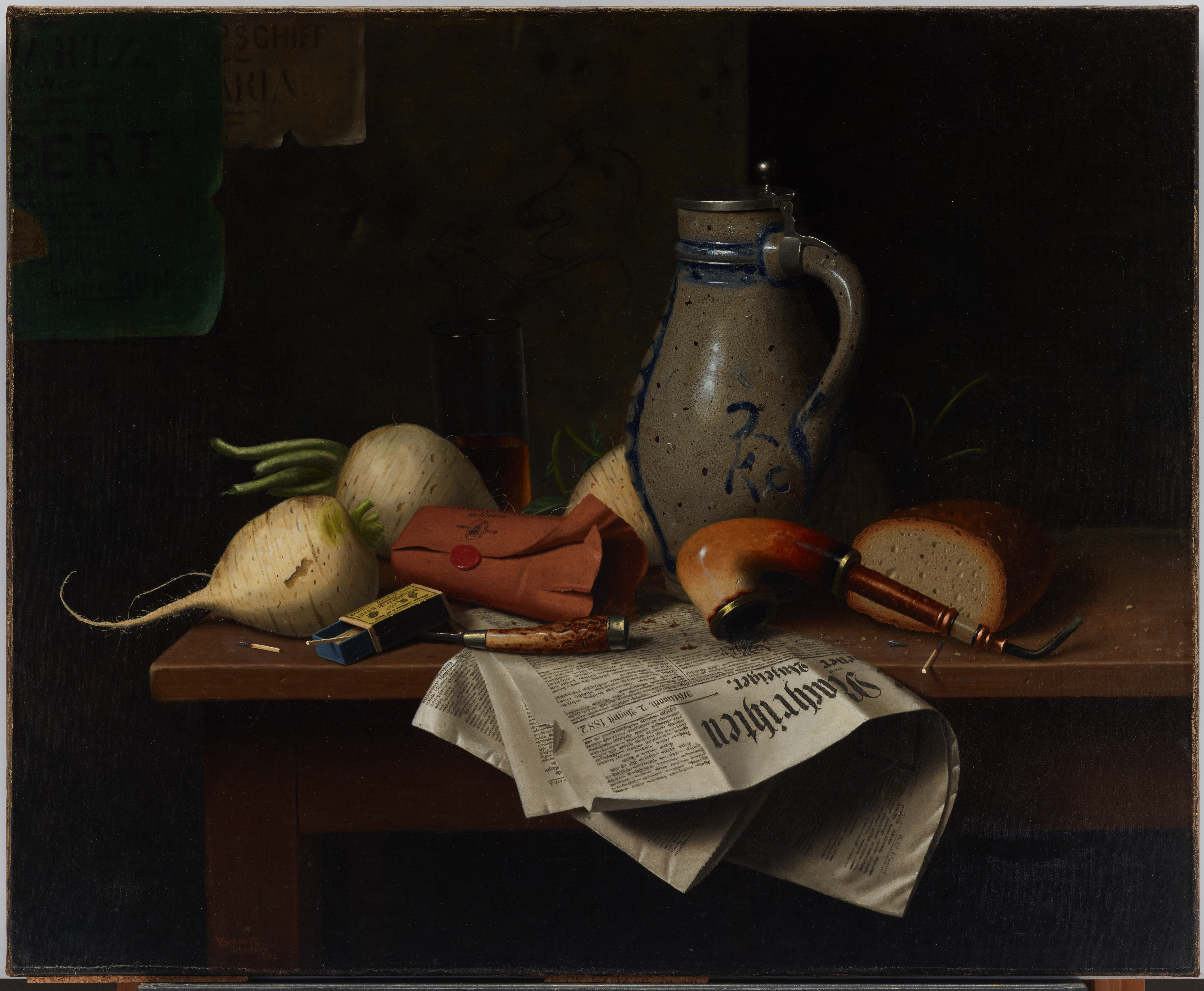
Munich Still Life, 1882

William Michael Harnett (Clonakilty, 10 agosto 1848 – New York, 29 ottobre 1892) è stato un pittore irlandese naturalizzato statunitense, noto per le sue nature morte trompe-l'œil.

## Biografia
Nato a Clonakilty, fu portato a Filadelfia dai suoi genitori irlandesi, padre calzolaio e madre sarta. Durante la sua adolescenza fece pratica come incisore e nel 1866 si iscrisse presso la Pennsylvania Academy of the Fine Arts, per poi continuare a studiare a New York, dove si trasferì nel 1869. 
Nel 1875 iniziò a realizzare dipinti ad olio ed espose le sue nature morte alla National Academy of Design e alla Brooklyn Art Association. L'anno successivo tornò a studiare presso la Pennsylvania Academy of the Fine Arts di Philadelphia, cambiando comunque poco il suo stile artistico.
Vendendo i suoi dipinti riuscì, nel 1880, a ottenere fondi sufficienti per poter emigrare. Dopo brevi soggiorni a Londra e Francoforte si stabilì a Monaco di Baviera, dove rimase per circa tre anni. Durante questo periodo inviò molte delle sue tele negli Stati Uniti d'America e rimase attivo nel Kunstverein München, anche se fu respinta la domanda per l'iscrizione presso l'Accademia delle belle arti di Monaco di Baviera. Il soggiorno europeo terminò con un breve soggiorno a Parigi prima del suo ritorno a New York nel 1886.